# Haus des Karnevals

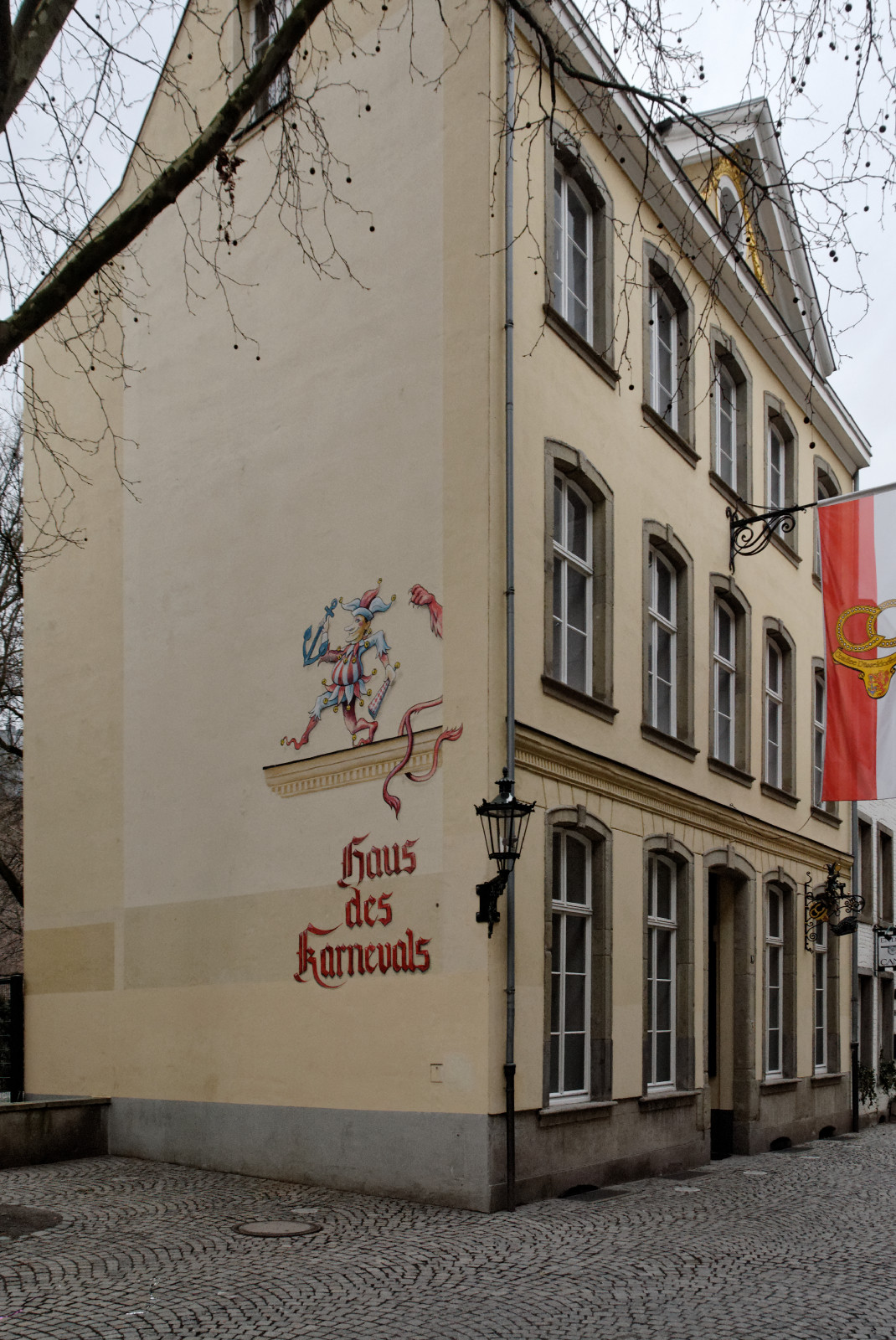
Haus des Karnevals

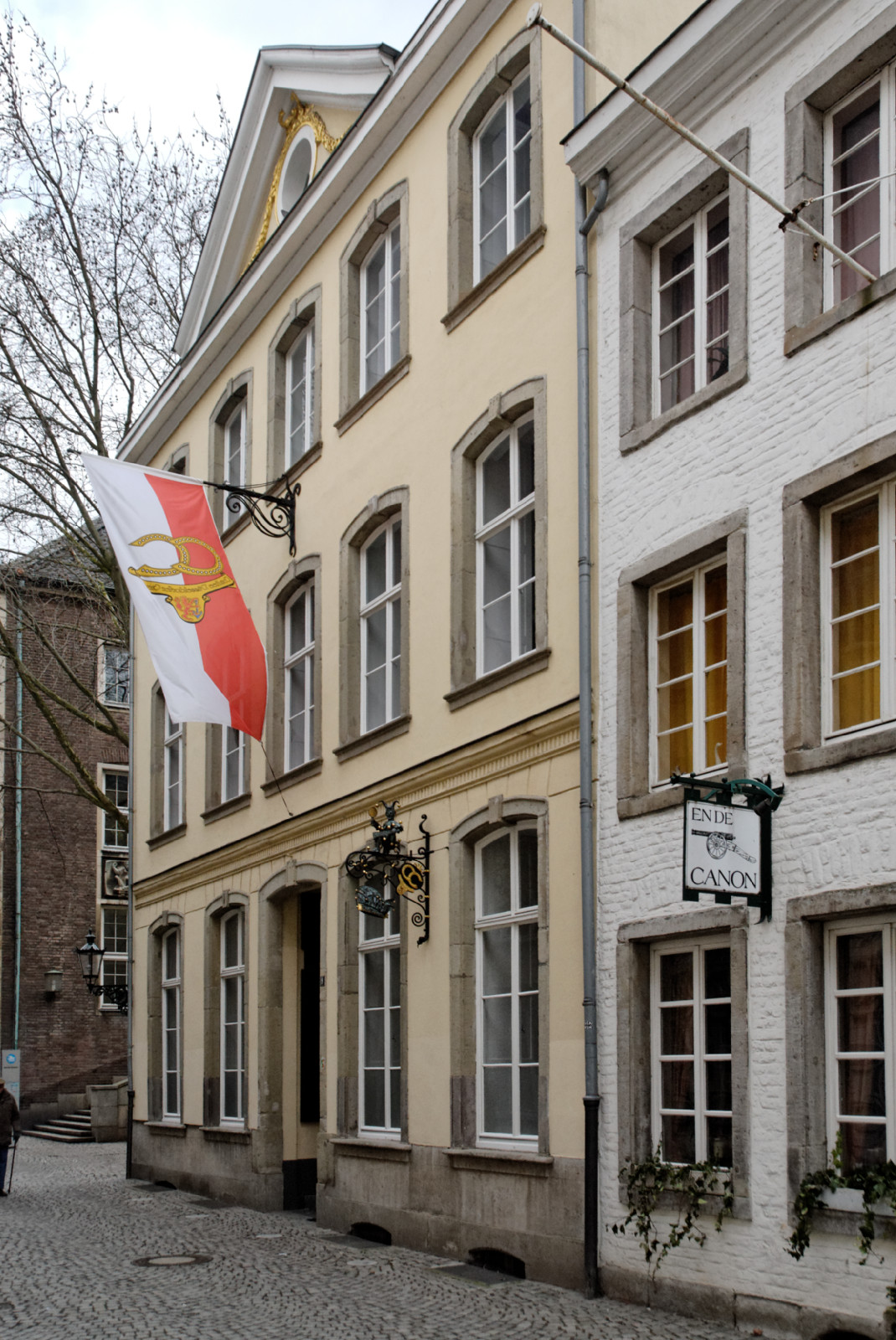
Haus des Karnevals

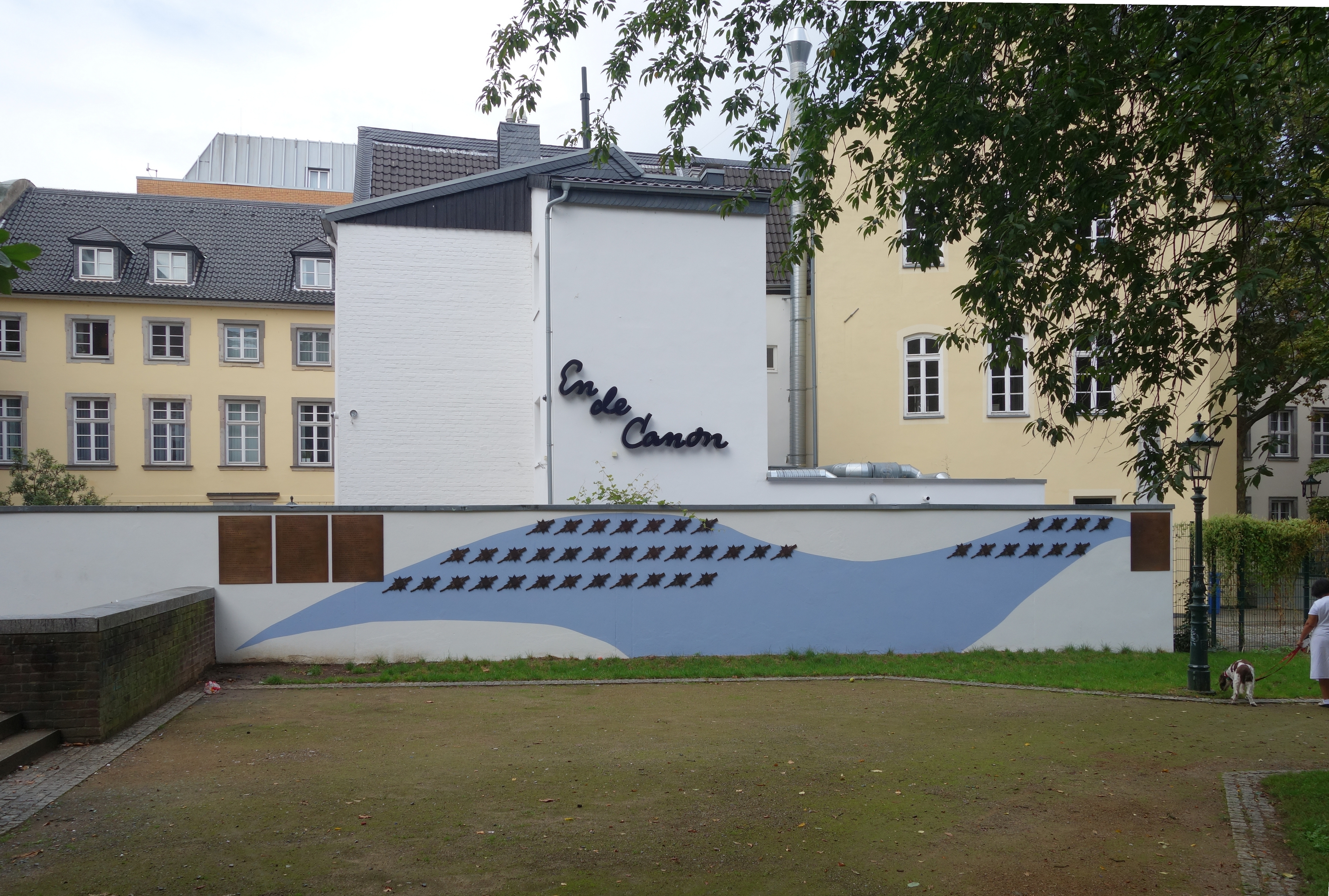
„Närrische Ruhmesmeile“ an der Hofrückseite, am Hoppeditzplätzken

Das Haus des Karnevals ist ein historisches Gebäude in der Düsseldorfer Altstadt auf der Zollstraße 9, das seit dem 15. Januar 2005 ein Museum zum Thema des Düsseldorfer Karnevals beherbergt. Das Haus dient zudem dem Comitee Düsseldorfer Carneval als Geschäftsstelle und bietet auf drei Etagen Ausstellungen zum Brauchtum, wo Uniformen, Orden, Bücher und Urkunden sowie Fotos von über 60 Jahren Düsseldorfer Karneval gezeigt werden. In dem Gebäude, nicht weit vom Marktplatz am Rathaus, befindet sich außerdem ein Medienarchiv in Zusammenarbeit mit dem Westdeutschen Rundfunk mit Filmaufnahmen der Rosenmontagszüge.
Das Museum ist jeden Freitag von 9 bis 12 Uhr oder nach Absprache für Besucher geöffnet.

## Gebäude
Eine Bebauung an dieser Stelle ist urkundlich bereits 1632 gesichert. Das heutige dreigeschossige und verputzte Gebäude stammt vermutlich jedoch erst aus dem 18. Jahrhundert. Der Eingang des Hauses befindet sich in der mittleren der in fünf Achsen gegliederten Fassade. Die Faschen der Fassadenöffnungen sind in Naturstein ausgearbeitet. Das Erdgeschoss und das oberste Geschoss sind durch ein Gesims abgesetzt. Oberhalb des letzten, d. h. zweiten Obergeschosses bildet ein sich über den drei Mittelachsen erhebender und mit Okulus und Girlanden versehener Dreiecksgiebel den Abschluss des Gebäudes. Die hölzerne Treppenanlage aus dem Barock ist noch original vorhanden. 1862 wurden die Fensterbrüstungen tiefergelegt. Das Gebäude wurde am 15. März 1985 als eines der letzten Gebäude in der Altstadt in die Denkmalliste der Landeshauptstadt Düsseldorf aufgenommen. 1998 wurde das Gebäude auf Erbpachtbasis dem Comitee Düsseldorfer Carneval überlassen und für rund 1,5 Mio. DM renoviert und umgebaut.
Seit 2008 steht hinter dem Haus des Karnevals in Düsseldorf das Hoppeditz-Denkmal, das Bert Gerresheim im Auftrag des Fördervereins Düsseldorfer Karneval geschaffen hat.